# Jämsänkoski
Jämsänkoski – dawna gmina w Finlandii. W 2014 roku liczyło 7442 mieszkańców.

Herb Jämsänkoski